# Carmide (filosofo)
Carmide (in greco: Χαρμίδης) (168 a.C./167 a.C. – 102 a.C./91 a.C.) è stato un filosofo accademico greco antico.
Fu discepolo di Clitomaco presso l'Accademia.
Insegnò ad Atene nel 110 a.C. ed era considerato da Cicerone un filosofo importante. Ancora vivo nel 103 a.C., risulta deceduto dal 91 a.C.. Cicerone gli attribuiva una notevole eloquenza e grandi capacità mnemoniche. 
La sua visione filosofica si avvicina a quella di Filone di Larissa.